# Claude R. Canizares

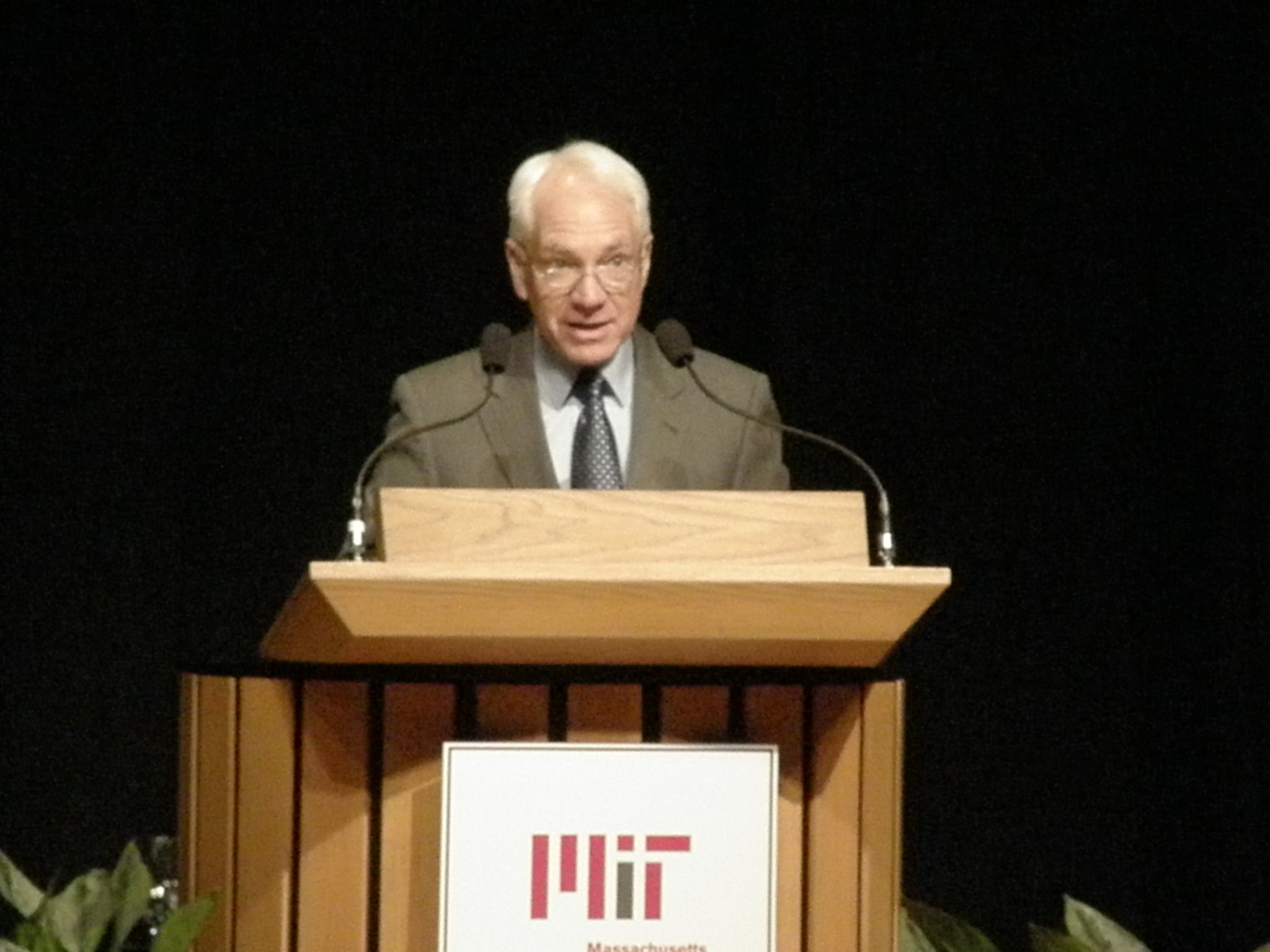
Claude R. Canizares

Claude Roger Canizares (* 1945) ist ein US-amerikanischer Astrophysiker und Astronom.

## Leben
Canizares studierte an der Harvard University Physik und promovierte 1972 mit einer Arbeit zur experimentellen Teilchenphysik. Als Postdoktorand ging er an das Massachusetts Institute of Technology (MIT), wechselte dort zur Astrophysik und Astronomie und wurde 1976 Professor. 1980 erhielt er ein Forschungsstipendium der Alfred P. Sloan Foundation (Sloan Research Fellowship). Von 1990 bis 2001 war er Direktor des Center for Space Research und dessen Nachfolgeeinrichtung (MIT Kavli Institute for Astrophysics and Space Research). Außerdem hatte er verschiedene Positionen in der universitären Verwaltung. So war er von 2013 bis 2015 Vizepräsident des MIT.
Canizares Forschungsschwerpunkte sind die hochauflösende Spektroskopie und die Plasmadiagnostik kosmischer Röntgenstrahlquellen. Er leitete die Entwicklung des High Resolution Transmission Grating Spectrometer für das Chandra X-ray Observatory der NASA sowie eines Kristallspektrometers für den Vorgänger, das Einstein-Observatorium. Er untersuchte die Eigenschaften einer Vielzahl von galaktischen und extra-galaktischen Röntgenquellen, darunter Schwarze Löcher und Röntgendoppelsterne, Supernovaüberreste, Quasare und Galaxienhaufen. Er benutzt Röntgenquellen auch als Sonden für die Untersuchung interstellarer und intergalaktischer Materie.
1993 wurde Canizares zum Mitglied der National Academy of Sciences und 2004 der American Academy of Arts and Sciences gewählt. Er ist Fellow der American Physical Society und der American Association for the Advancement of Science.

## Schriften (Auswahl)
- Claude R. Canizares: Gravitational focusing and the association of distant quasars with foreground galaxies. In: Nature. Band 291, 1981, S. 620–624, doi:10.1038/291620a0.
- Gerard A. Kriss, Denis F. Cioffi, Claude R. Canizares: The X-ray emitting gas in poor clusters with central dominant galaxies. In: Astrophysical Journal. Band 272, 1983, S. 439–448.
- Claude R. Canizares, Giuseppina Fabbiano, Ginevra Trinchieri: Properties of the X-ray emitting gas in early-type galaxies. In: Astrophysical Journal. Band 312, 1987, S. 503–513.
- Claude R. Canizares et al.: The Chandra high-energy transmission grating: Design, fabrication, ground calibration, and 5 vears in flight. In: Publications of the Astronomical Society of the Pacific. Band 117, 2005, S. 1144–1171.